# Dicziunari Rumantsch Grischun
O Dicionário de Romanche dos Grisões (em romanche:  Dicziunari Rumantsch Grischun, acrónimo DRG) é o maior dicionário da língua romanche, editado pela Societad Retorumantscha.